# Arsakiden
Arsakiden (Teil der Aškāniyān) ist der Name der vom Parther Arsakes I. begründeten Dynastie, die ab der Mitte des 3. Jahrhunderts v. Chr. bis 224 n. Chr. das Partherreich beherrschte.

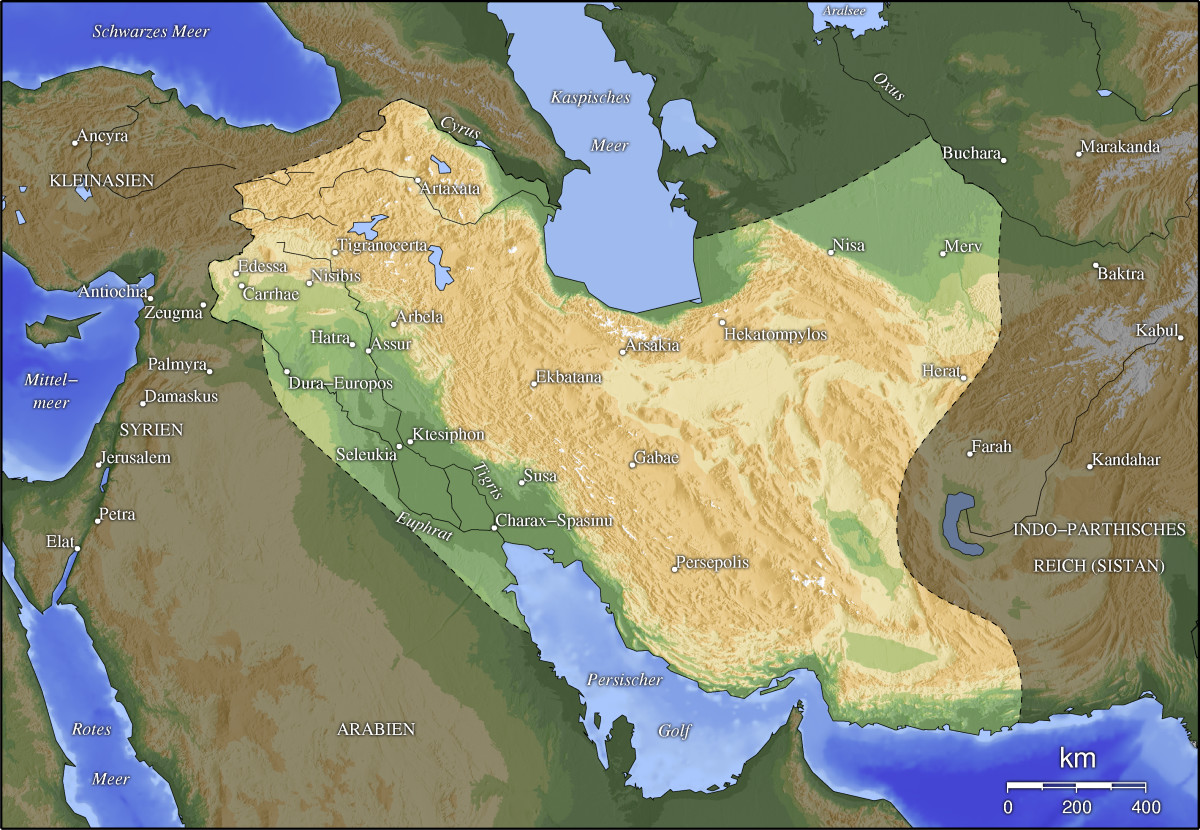
Ungefähre Ausdehnung des Arsakidenreichs

Um 250 v. Chr. drang der Nomadenstamm der Parni unter seinem Anführer Arsakes in die Provinz Parthia am nördlichen Rand des Seleukidenreiches ein (die spätere Bezeichnung als Parther leiteten sie vom Namen der Provinz ab). Bis 238 v. Chr. eroberten sie die Provinz, töteten den Satrapen Andragoras und lösten das Gebiet damit aus dem seleukidischen Machtbereich. Bereits wenige Jahre nach Arsakes’ Tod ging die Unabhängigkeit wieder verloren: Der Seleukidenkönig Antiochos III. konnte die zuvor verloren gegangenen Randgebiete des Reiches in einem groß angelegten Feldzug (Anabasis) zurückerobern. Der parthische Herrscher Arsakes II. musste sich ebenfalls unterwerfen; die formale Oberheit der Seleukiden war für die folgenden Jahrzehnte wiederhergestellt. Um 170 v. Chr. konnten die Parther die Vasallität erneut abschütteln und in den folgenden Jahrzehnten ihr Herrschaftsgebiet – vor allem auf Kosten der Seleukiden – weit nach Süden und Westen ausdehnen.
Ab etwa 140 v. Chr. reichte das Partherreich von Mesopotamien bis an den Amudarja und von den südlichen Ausläufern des Kaukasus bis nach Gedrosien. Seit der Eroberung Mesopotamiens führte der arsakidische Herrscher den Titel König der Könige. In den wechselhaften Partherkriegen mit dem Römischen Reich mussten die Arsakiden Anfang des 2. Jahrhunderts zeitweilig große Gebiete im Westen ihres Reiches aufgeben, gewannen diese aber schon bald wieder zurück. Um 200 mussten die Arsakiden hinnehmen, dass Kaiser Septimius Severus Nordmesopotamien annektierte, doch der letzte Krieg mit den Römern unter Macrinus endete 218 mit einem parthischen Sieg. Folgenreicher waren die von Usurpationen wiederholt ausgelösten Bürgerkriege, die die Dynastie schwächten. Der letzte arsakidische Großkönig, Artabanos IV., wurde 224 n. Chr. vom Sassaniden Ardaschir I. getötet, einem aufständischen Unterkönig aus der Persis, der daraufhin die Macht im Reich an sich riss und sich 226 zum König der Könige krönen ließ. Viele parthische Adlige liefen zur neuen Dynastie über.
In Armenien konnte sich eine Nebenlinie der Arsakiden jedoch noch bis 428 auf dem Thron halten – wenn auch zuletzt unter persischer Oberhoheit. Noch im sechsten Jahrhundert erwähnten spätantike römische Autoren wie Prokopios armenische Adlige, die sich selbst als Arsakiden bezeichneten. Darüber gab es noch weitere Seitenlinien der Arsakiden als Herrscher im antiken georgischen Königreich Iberien und in Albania.